# Malpaso Productions
Malpaso Productions, oprindeligt kendt under navnet Malpaso Company, er Clint Eastwoods produktionsfirma. Det blev etableret i 1967 af Eastwoods finansielle rådgiver Irving Leonard til filmen Klyng dem op, og brugte overskuddet fra Dollar-trilogien som startkapital. Leonard fungerede som formand for Malpaso Company indtil sin død i december 1969.

## Historie
Navnet stammer fra Malpaso Creek (spansk for "dårligt trin" eller "dårlig passage"), som ligger syd for Carmel-by-the-sea, hvor Eastwood har boet meget af sit liv. Kløften har meget stejle sider, og kun én overgang (et vadested kun 3 meter over vandoverfladen) frem til 1935, hvor en bro af beton blev opført til State Highway 1. Da Eastwood skrev under på kontrakten til at spille Manden uden navn, fortalte hans manager ham at det ville være et "trin i den gale retning" for hans karriere. Efter Dollar-trilogien blev et stort hit og Eastwood besluttede at ville lave sit eget produktionsfirma mente han, at "Malpaso" ville være et passende ironisk valg af navn.
Eastwood er kendt for at optage sine film på et meget stramt planlagt program, og holde sig inden for budgettet, og nogle gange blive både tidligere færdige og holde sig under budgettet, og tpyisk langt mindre en andre produktionsfirmaer.

## Filmografi

### The Malpaso Company
- Klyng dem op (1968)
- Coogan's Bluff (1968)
- Når guldfeberen raser (1969)
- Han kom, Han så, Han skød (1970)
- Én mand - syv kvinder (1971)
- Mørkets melodi (1971)
- Dirty Harry (1971)
- Joe Kidd (1972)
- En fremmed uden navn (1973)
- Hun hed Breezy (1973)
- Dirty Harry går amok (1973)
- Thunderbolt and Lightfoot (1974)
- Kold hævn (1975)
- Øje for øje (film) (1976)
- Dirty Harry renser ud (1976)
- Pansernæven (1977)
- Bankekød til slemme drenge (1978)
- Flugten fra Alcatraz (1979)
- Seje bøffer og hårde bananer (1980)
- Firefox (1982)
- Honkytonk Man (1982)
- Dirty Harry vender tilbage (1983)
- Tightrope (1984)
- City Heat (1984)
- Pale Rider (1985)
- Elitesoldaten (1986)
- Ratboy (1986)
- Bird (1988)

### Malpaso Productions
- Dødsspillet (1988)
- Pink Cadillac (1989)
- Hvid jæger, sort hjerte (1990)
- The Rookie (1990)
- De nådesløse (1992)
- A Perfect World (1993)
- Broerne i Madison County (1995 med Amblin Entertainment)
- The Stars Fell on Henrietta (1997)
- Absolute Power (1997)
- Midnight in the Garden of Good and Evil (1997)
- True Crime (1999, med The Zanuck Company)
- Space Cowboys (2000, med Warner Bros. Pictures og Village Roadshow Pictures)
- Blood Work (2002)
- Mystic River (2003, med Warner Bros. Pictures og Village Roadshow Pictures)
- Million Dollar Baby (2004, med Warner Bros. Pictures og Lakeshore Entertainment)
- Flags of Our Fathers (2006, med Warner Bros. Pictures, DreamWorks Pictures og Amblin Entertainment)
- Letters from Iwo Jima (2006, med Warner Bros. Pictures, DreamWorks Pictures og Amblin Entertainment)
- Rails & Ties (2007)
- Changeling (2008, med Universal Pictures, Relativity Media og Imagine Entertainment)
- Gran Torino (2008, med Warner Bros. Pictures og Village Roadshow Pictures)
- Invictus (2009, med Warner Bros. Pictures og Spyglass Entertainment)
- Hereafter (2010, med Warner Bros. Pictures, Amblin Entertainment og The Kennedy/Marshall Company)
- J. Edgar (2011, med Warner Bros. Pictures, Imagine Entertainment og Wintergreen Productions)
- Trouble with the Curve (2012)
- Jersey Boys (2014)
- American Sniper (2014)
- Sully (2016)